# OK-GLI

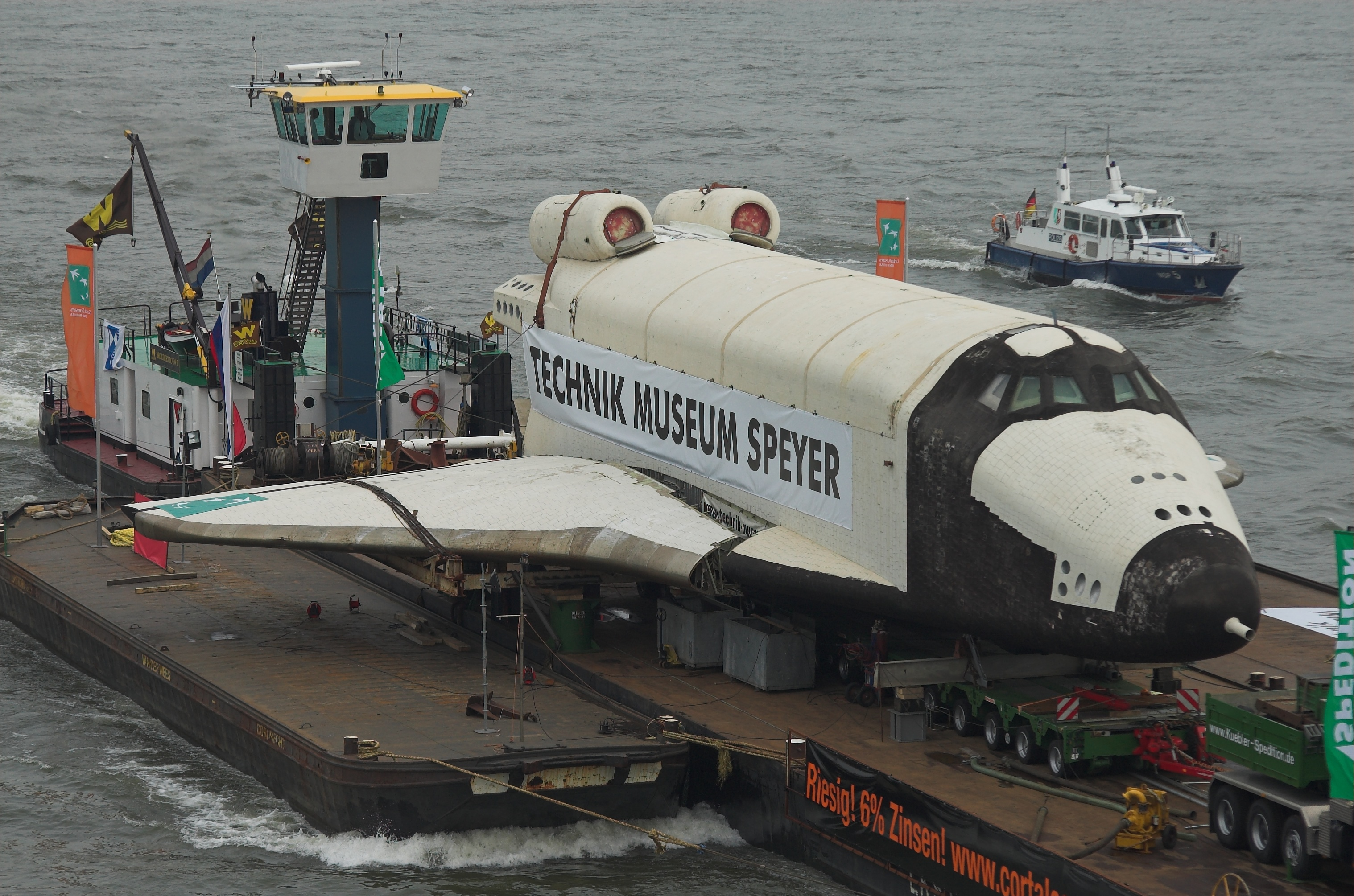
OK-GLI onderweg naar Speyer op de Rijn nabij Bonn

De OK-GLI (Boeran Analoog BST-02) (Russisch: БТС-002 ОК-ГЛИ) was een testvoertuig van het ruimteveerprogramma Boeran van de Sovjet-Unie.
De OK-GLI werd gebouwd in 1984 en werd gebruikt voor 25 testvluchten tussen 1985 en 1988; in de ruimte heeft hij nooit gevlogen. Hij is 36 meter lang, 24 meter breed, 16 meter hoog en weegt 61 ton. Voor de testvluchten was hij uitgerust met conventionele straalmotoren, waarmee hij zelfstandig van een startbaan kon opstijgen. Eenmaal op de gewenste hoogte aangekomen werden dan de straalmotoren uitgezet, en maakte het toestel een glijvlucht naar beneden.
Na de beëindiging van het Boeranprogramma in 1993 werd de OK-GLI gestald op het vliegveld van het Gromov-instituut voor luchtvaartonderzoek nabij Moskou, en uiteindelijk gekocht door een Australische firma, Buran Space Corporation. De OK-GLI werd per schip naar Sydney getransporteerd, waar hij op 9 februari 2000 arriveerde. Het toestel werd een paar jaar als toeristische attractie geëxploiteerd in Darling Harbour. De eigenaren gingen echter failliet, en de shuttle werd verplaatst en lag een paar jaar weg te roesten.
Uiteindelijk werd de OK-GLI te koop aangeboden voor een prijs van 6 miljoen dollar, maar er waren geen serieuze gegadigden.
In september 2004 vond een Duits team van journalisten de OK-GLI in Bahrein. Het toestel werd gekocht door het Technikmuseum Speyer en zou oorspronkelijk in 2005 verscheept worden. Door juridische kwesties duurde het echter tot 2008 voordat de OK-GLI daadwerkelijk via de Rotterdamse haven naar Duitsland vervoerd werd. In de zomer van 2008 maakte de OK-GLI deel uit van de ruimtevaarttentoonstelling Apollo and Beyond.